# Tatjana Šemjakina
Tatjana Aleksandrovna Šemjakina (rusko Татьяна Александровна Шемякина), ruska atletinja, * 3. september 1987.
Ni nastopila na poletnih olimpijskih igrah. Na svetovnih prvenstvih je osvojila naslov podprvakinje leta 2007 v hitri hoji na 20 km.